# Sirsi, Karnataka
Sirsi là một thành phố thuộc huyện Uttara Kannada, bang Karnataka, Ấn Độ. Thành phố Sirsi còn được biết đến với tên gọi Kalyanapattana dưới triều đại Sonda.